# Catterick
Catterick är en by och en civil parish i North Yorkshire, England. Orten har 2 743 invånare (2001). Den har en kyrka.